# Pierrot a Violetta
Pierrot a Violetta (aneb Tatrmánek) (ve francouzském originále Les Pantins de Violette, tj. doslovně Violettini panáci) je opereta – autorské žánrové označení zní opérette-boufe – o jednom dějství francouzského skladatele Adolpha Adama na libreto Léona Battua z roku 1856. Její premiéra se konala 29. dubna 1856 v pařížském divadle Théâtre des Bouffes-Parisiens. Jde o poslední Adamovo dílo – 3. května 1856 skladatel zemřel.

## Vznik a charakteristika
Skladatel Adolphe Adam byl v posledních letech svého života velmi plodný a také populární; jen od začátku divadelní sezóny 1855/56 do své smrti uvedl tři komické opery a velký balet Korzár. Koncem roku 1855 dostal také nabídku od majitele nového divadla Bouffes-Parisiens, Jacquese Offenbacha, na napsání nové operety pro toto divadlo. Adolphe Adam se již setkal s Offenbachem v opačné pozici – roku 1847 jako hlavní podílník divadla Opéra-National zadal Offenbachovi opéru comique La Duchesse d'Albe, která však nakonec nikdy nebyla provedena, protože na jaře 1848 vypukla revoluce a Opéra-National zkrachovala. Mezitím měli oba skladatelé mezi sebou i autorskoprávní spor, který se však urovnal a Adam hleděl příznivě na Offenbachovo divadlo, jež bylo otevřeno v létě 1855. Offenbach o novou operetu od oblíbeného a uznávaného skladatele velmi stál, protože mohla zvýšit prestiž jeho mladého podniku, a nabídl mu libreto Léona Battua, se kterým sám často spolupracoval. Pro Adama však byla buffonérie offenbachovského typu zcela nový žánr a s přijetím nabídky váhal, podle dobového podání jej přesvědčila skutečnost, že se libreto velmi zalíbilo jeho osmileté vnučce Angèle.
Námět opery je zcela nerealistickou hříčkou přivádějící na scénu typizované postavy lidového divadla. Vystupuje zde Pierot (Pierrot) a další hovořící postavy, Alcofribas a Violette, vykazují podobnost s Kolombínou a Dottorem. Jako baletní postava vystupuje i Pulcinella (Polichinelle) – při prvních představeních ostatně byla tato opereta v rámci večera provázena operetou Le Thé de Polichinelle Ferdinanda Poise. Vlastním tématem je však náznakově a alegoricky zpracované erotické probuzení, dospívání mladého páru. Náročnou roli Violetty napsal Adolphe Adam pro Marie Dalmontovou: Violetta zpívá v šesti z osmi hudebních čísel (přičemž zbývající dvě jsou balet a scénická hudba), včetně romance o holubici a brilantní koloraturní árie o kanárovi. Adamův životopisec, vlivný hudební kritik Arthur Pougin, tuto operetu označil za mistrovské dílo a napsal o ní: „…po Adamovi žádali operetu, tedy napsal skutečně operetu, nikoli opéru comique. Ale její partitura není kvůli tomu méně plná stylu, svěžesti, půvabu a elegance, a navíc je jakoby prodchnutá vůní mládí.“
Opereta měla premiéru 29. dubna 1856 s velkým úspěchem, kterou potvrdily i velmi příznivé následné kritiky. Na plakátech nebylo uváděno jméno skladatele – pouhé tři hvězdičky – ale publikum ani tisk jeho anonymita nezmátla. Marie Dalmontová poněkud zklamala, partitura neodpovídala zcela jejím schopnostem a lyrická hudba, kterou Adam její roli obdařil, nezaujala obecenstvo, které se přišlo především bavit. Zato Pradeau jako čaroděj a Amor a Hortense Schneiderová jako Pierrot získali velký aplaus. I Adolphe Adam byl výkonem Schneiderové nadšen a vyzýval ji, aby – podobně jako o málo dříve komik Jean Berthelier – opustila Bouffes-Parisiens a odešla do divadla Opéra-Comique, kde si ji přál vidět v roli Betly ve své Chatě v Alpách. Nejen tento plán však překazila skladatelova smrt 3. dubna 1856, pouhé čtyři dny po premiéře Pierrota a Violetty.

## Inscenační historie

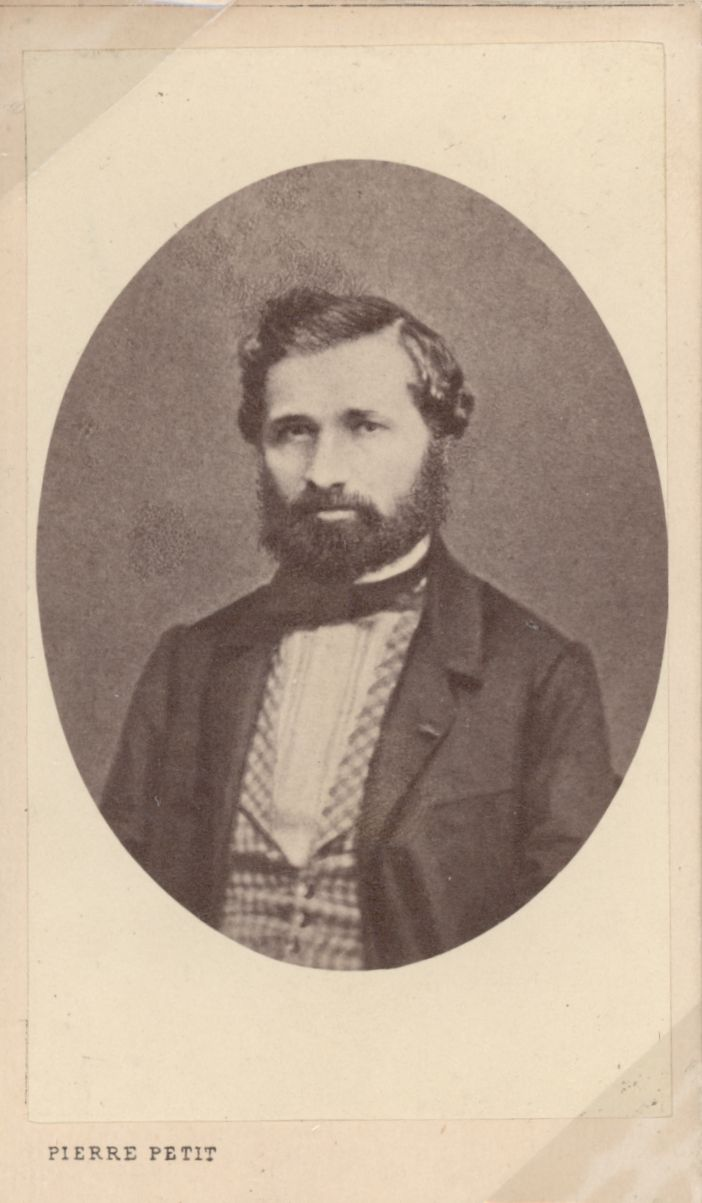
Adolphe Adam, fotografie z roku 1856

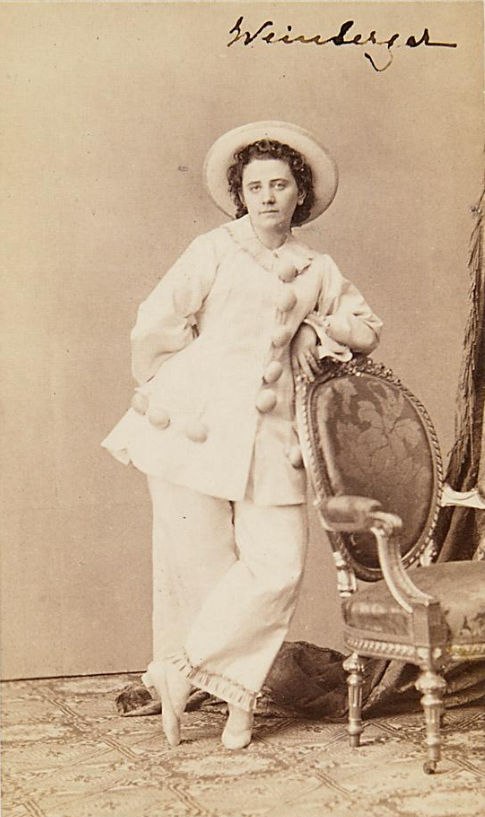
Helene Weinbergerová jako Pierrot ve vídeňské inscenaci roku 1861

Adamova smrt znamenala pro Bouffes-Parisiens ztrátu významného příznivce, ale také jistou prestiž jako divadla, pro které uznávaný skladatel napsal své poslední dílo. Pierrot a Violetta tak nejen těžili ze zvědavosti obecenstva bezprostředně po Adamově pohřbu, ale na dlouhou dobu e stali výstavním kusem divadla a také jedním z velmi mála jeho úspěšných děl, které nepocházely z Offenbachovy ruky. Divadlo je úspěšně uvádělo i na svých zájezdech po francouzských provinciích i po zahraničí; tak je poprvé poznal Londýn (premiéra v Saint James' Theatre 22. května 1857) či Berlín (premiéra v Krollově opeře 18. července 1858) a počátkem srpna 1858 též mondénní lázně Emže (Bad Ems), stálé působiště Bouffes-Parisiens v letních měsících.
I jiná francouzsky hrající divadla převzala Pierrota a Violettu do svého repertoáru, například od 8. prosince 1859 Théâtre des Bouffes de Bruxelles v Bruselu a od 19. října 1860 Královské divadlo v Antverpách. 15. prosince 1863 uvedlo Pierrota a Violettu poprvé Théâtre Français v New Yorku a 3. srpna 1868 se tato opereta hrála francouzsky i v Neapoli.
Na domácí jeviště střední Evropy přivedlo Pierrota a Violettu vídeňské divadlo Franz-Josefs-Kai-Theater, známé též podle svého ředitele Carla Treumanna jako Treumanntheater. Treumann byl jedním z prvních a nejaktivnějších propagátorů Jacquese Offenbacha a vůbec tvorby jeho Bouffes-Parisiens ve Vídni a vedle Offenbachových aktovek uvedl mimo jiné i Les Pantins de Violette ve vlastním překladu a úpravě pod názvem Pierrot und Violette, poprvé 7. září 1861. Centrální postavou byl v této úpravě čarodějník, jehož hrál legendární komik Alois Grois. Obecenstvo ji přivítalo, což noviny přičítaly i jeho přesycenosti Offenbachovými operetami. Hudbu označovaly Fremden-Blatt jako „melodickou a vábivou“, Blätter für Musik, Theater und Kunst naopak jako „samu o sobě bezvýznamnou“, oba listy však kritizovaly místní lokalizaci děje i úpravu libreta vůbec jako nevkusnou, plnou dvojsmyslů a až „patologických deviací“.
Po Vídni hrála Pierrota a Violettu i divadla v jiných částech habsburské monarchie. Již roku 1865 je dávalo v chorvatštině městské divadlo v Záhřebu a 6. prosince 1867 je poprvé uvedlo i Národní divadlo v Praze. Vídeňskou úpravu této „komické operetky“ do češtiny přeložil Jindřich Hanuš Böhm, hudebně ji nastudoval Adolf Čech a v obsazení dominoval Jindřich Mošna v komické roli Alcofribase, do češtiny překřtěného na Bumbeliáše, který si také zvolil premiéru této operety jako svou benefici. Zmínka o tom, že v ní vystupují rovněž Amor, Hymen a víly, svědčí přinejmenším o jiném řešení závěru než v pařížském originále. Pierrot a Violetta se hráli v kombinaci se Suppého operetou Tolik děvčat a žádný muž. Jan Neruda si v Národních listech stěžoval především na nemírnost dvojsmyslných erotických narážek a jinak psal: „O obsahu Adamovy operety těžko mluvit, je to nesmysl v samém sobě si vědomě libující a proto také baví každého, kdož zasmát se dovede. Jděte a poslyšte, čarodějník Bumbeliáš (pan Mošna) se Vám představí a Pierot (slečna Sákova) s Violotou (slečna Pisařovicova) Vám tu lehkou, až trochu přílišně lehkou hudbu dobře zazpívají!“ Opereta příliš nezapůsobila a hrála se v Prozatímním divadle pouze třikrát.
Zvláštní úlohy se Pierrotovi a Violettě dostalo v dějinách slovinského hudebního divadla. Roku 1867 vzniklo první profesionální jeviště, Dramatično društvo, a od téhož roku působil jako sbormistr sboru Národní čítárny (Narodne čitaonice) český skladatel Anton Foerster. V sezóně 1869/1870 začaly slovinské divadlo i hudební instituce spolupracovat na prvních hudebně-dramatických představeních, zpočátku jen nenáročných operetách, a tak se Pierrot a Violetta stali prvním hudebně dramatickým dílem profesionálně provedeným ve slovinštině, a to 1. května 1870.
Od poslední čtvrtiny 19. století se inscenace Pierrota a Violetty omezují na nečetné příležitosti v domovské Francii. na koncertním repertoáru se objevuje bravurní árie o kanárovi a také čtverylka na motivy Polichinellova tance, na které Adam pracoval ještě těsně před svou smrtí. V nedávné době (červenec 2014) připomenula tuto operetu například L'Opéra au village v Pourrières, a to v kombinaci a Offenbachovou aktovkou Večerní vítr aneb Strašlivá hostina.

## Osoby a první obsazení
| osoba                               | hlasový obor      | světová premiéra (29.4.1856)  | vídeňská premiéra (7.9.1861) | česká premiéra (6.12.1867) |
| ----------------------------------- | ----------------- | ----------------------------- | ---------------------------- | -------------------------- |
| Alcofribas [Bumbeliáš], čarodějník  | tenor buffo       | Étienne Pradeau               | Alois Grois                  | Jindřich Mošna             |
| Pierrot, jeho syn                   | soprán            | Hortense Schneider            | Helene Weinberger            | Ema Sáková(-Maislerová)    |
| Violette [Violetta], jeho schovanka | soprán            | Marie-Denise-Victoire Dalmont | Anna Marek                   | Marie Pisařovicová         |
| Polichinel                          | pantomimická role | Derruder                      | –                            | –                          |
| Dirigent:                           | Dirigent:         | Jacques Offenbach             | …                            | Adolf Čech                 |

## Děj operety

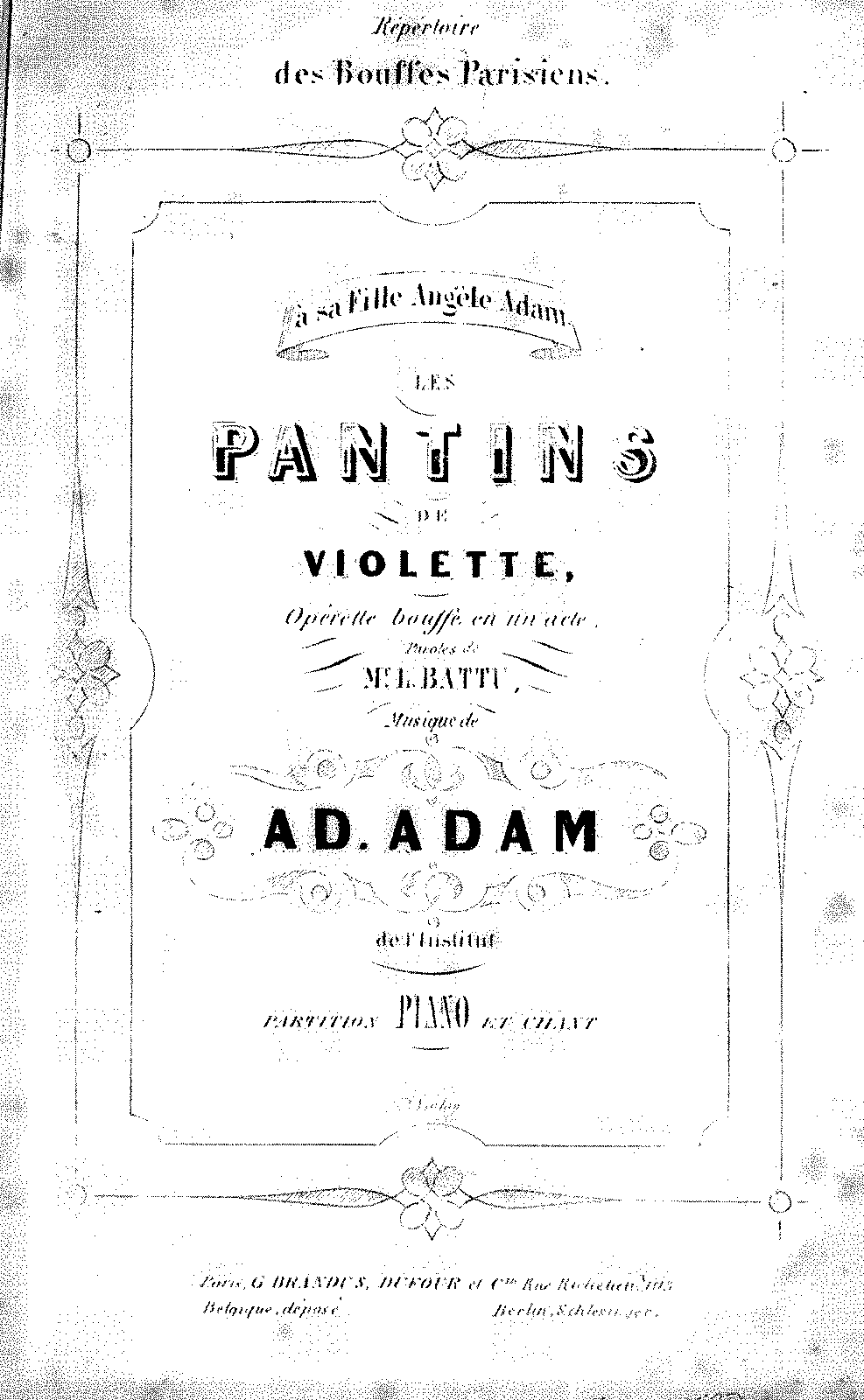
Titulní strana klavírního výtahu Pierrota a Violetty

(Laboratoř kouzelníka Alcofribase na pustém ostrově) Alcofribas vypráví o svých potížích. Má jediného syna Pierrota, jenže jeho konkurent, čaroděj Merlin, před lety předpověděl, že Pierrot ve dvaceti letech zemře na černý kašel, pokud do té doby nezíská srdce dívky, která jej bude považovat za bytost bez citu a bez duše. A Pierrotovy dvacáté narozeniny se blíží. Alcofribas však již dávno vymyslel důmyslný plán, který se právě blíží vyvrcholení. Na pustém ostrově vychovává hezkou dívku, právě šestnáctiletou Violettu. Namluvil jí, že vše, co vidí – včetně zvířat a ptáků – jsou automaty, které sám sestavil.
Violetta přináší svého kanárka a pouští ho z klece. Na ostrově se nudí a pozoruje, jak každé zvíře má druhé do páru, jen ona nikoho nemá, protože Alcofribas se nepočítá (č. 1 árie Canari, mon chéri). Stěžuje si čarodějovi a ten se chytře volenými otázkami ujišťuje, že Violetta má stály ony naivní představy, které jí vštípil. Může tedy jednat. Vypráví Violette, že pro ni sestrojil nového panáka. Už jich sice dostala dost a nudí ji jeden jako druhý, ale tento bude prý lepší, než všichni ostatní; bude to prostě muž. A Alcofribas vypráví, co všechno muži na světě dělají (č. 2 árie a duet Dans ce monde à la ronde). Vzbudí ve Violettě zvědavost a nechává zjevit velkou krabici s nápisem „KŘEHKÉ“.
Její otevírání dívka netrpělivě sleduje. Z bedny spolu s Alcofribasem vybalí Pierota. K jeho oživení ho musí kouzelník natáhnout velkým klíčem (č. 3. duet Allons donc! ouvre bien vite a pantomima). Pak s ním nechává dívku samotnou s ponaučením, aby se ho nesnažila rozmontovat, jak má se svými hračkami ve zvyku. Violetta loutku obdivuje. Pierrot s ní toporně tančí a zazpívá jí píseň o tatrmanovi. Ale zájem a laskání od pohledné dívky Pierota tak uvede do rozpaků, že se nedokáže v roli udržet a raději uprchne (č. 4 duet a píseň Ça, maintenant, monsieur Pierrot… Pierrot est un joli pantin… Décidément, il est charmant!).
Violetta je rozzlobená a zmatená. Alcofribas vidí, že jeho záměr je na dobré cestě. Violetta mu vysvětluje, že tento panák je úplně jiný, než ti předchozí, které od něho dostala – ti ani nemluvili, ani netančili. Kouzelník jí to vyvrací a oživuje na důkaz loutku hrbáče Polichinella, který Violettu proti její vůli uchopí a odtančí s ní ve frenetickém tanci (č. 5 Polichinellův tanec). Mezitím se vrací Pierrot. Stěžuje si, že hrát stroj není jednoduché, ale otec mu nařizuje, aby uposlechl jeho pokynů, nechce-li se bát černého kašle.
Violetta se vrací v dobré náladě a nese si zbytky rozbitého Polichinella. Alcofribas jí sděluje, že i Pierrot se porouchal, asi mu omylem přetáhl pero. Nabízí jí opravu nebo rovnou novou loutku, ale Violetta pláče – chce zpátky Pierrota takového, jaký byl. Bere panáka v slzách do náručí. Tu shledává, že automatu buší srdce jako jí; křísí ho a slibuje mu lásku a věrnost. „Vítězství!“ volají radostně Pierrot a Alcofribas (č. 6 romance a tercet Quand je perdis ma tourterelle… Mais ce n'est pas un vain prestige). I Pierrot Violettě slibuje lásku. Jeho kletba byla zrušena. A starý Alcofribas se proměňuje v boha lásky Amora (č. 7, 7a a 7b scénická hudba) a chystá se odvést Pierrota a Violettu do chrámu k oddavkám.
Na odchodu se ještě Violetta ptá, zda diváci v hledišti jsou také automaty. Kouzelník přitakává: jsou to také stroje, a když jsou špatně seřízené, pískají, zato pokud jsou seřízené dobře, tleskají. A všichni tři protagonisté doufají, že dnes jsou všechny stroje seřízeny dobře (č. 8 finále Messieurs, je croyais ce matin).

## Diskografie
- 1957 (oficiálně nevydaná nahrávka O.R.T.F., jen hudební čísla) Zpívají: (Violette) Christiane Harbell, (Pierrot) Joseph Peyron, (Alcofribas) Pierre Germain. Orchestre lyrique de l'O.R.T.F. řídí Marcel Cariven.

Nejznámější árii o kanárovi vydala na albu Carnaval! korejská koloraturní sopravistka Sumi Jo (Decca 1994).